# Jonathan Ávila
Jonathan Ávila Martínez (Bucaramanga, Santander, Colombia, 1 de noviembre de 1991) es un futbolista colombiano. Juega como defensa central.

## Trayectoria
Debutó en 2011 con La Equidad.
El 2018, jugando para Junior de Barranquilla, llegaron a la final de la Copa Sudamericana, torneo que perdieron contra Atlético Paranaense.
A inicios del 2020 tuvo la posibilidad de jugar en Mineros de Guayana de Venezuela, finalmente se decidió por el Atlético Grau de la Liga 1 de Perú. Fue uno de los jugadores con más partidos con el club, además logró anotar 3 goles, uno de los cuales fue de chalaca y fue elegido como el mejor de la fecha. Sin embargo, a final de temporada descendió de categoría. 

## Estadísticas
Actualizado al último partido disputado el 18 de mayo de 2023
| Club                            | Div.          | Temporada     | Liga  | Liga  | Copas nacionales | Copas nacionales | Copas internacionales | Copas internacionales | Total | Total |
| Club                            | Div.          | Temporada     | Part. | Goles | Part.            | Goles            | Part.                 | Goles                 | Part. | Goles |
| ------------------------------- | ------------- | ------------- | ----- | ----- | ---------------- | ---------------- | --------------------- | --------------------- | ----- | ----- |
| Atlético Bucaramanga · Colombia | 2.ª           | 2011          | 1     | 0     | —                | —                | —                     | —                     | 1     | 0     |
| Alianza Petrolera · Colombia    | 1.ª           | 2012          | 12    | 0     | —                | —                | —                     | —                     | 12    | 0     |
| Alianza Petrolera · Colombia    | 1.ª           | 2013          | 19    | 1     | 8                | 0                | —                     | —                     | 27    | 1     |
| Alianza Petrolera · Colombia    | 1.ª           | 2014          | 19    | 2     | 5                | 0                | —                     | —                     | 24    | 2     |
| Alianza Petrolera · Colombia    | 1.ª           | 2015          | 3     | 0     | 4                | 0                | —                     | —                     | 7     | 0     |
| Deportivo Pasto · Colombia      | 1.ª           | 2015          | 17    | 0     | 2                | 1                | —                     | —                     | 19    | 1     |
| Deportivo Pasto · Colombia      | Total club    | Total club    | 17    | 0     | 2                | 1                | 0                     | 0                     | 19    | 1     |
| Alianza Petrolera · Colombia    | 1.ª           | 2016          | 35    | 6     | 3                | 0                | —                     | —                     | 38    | 6     |
| Alianza Petrolera · Colombia    | Total club    | Total club    | 88    | 9     | 20               | 0                | 0                     | 0                     | 108   | 9     |
| Junior · Colombia               | 1.ª           | 2017          | 18    | 1     | 12               | 1                | 7                     | 0                     | 37    | 2     |
| Junior · Colombia               | 1.ª           | 2018          | 24    | 0     | 2                | 0                | 8                     | 0                     | 34    | 0     |
| Junior · Colombia               | Total club    | Total club    | 42    | 1     | 14               | 1                | 15                    | 0                     | 71    | 2     |
| Atlético Bucaramanga · Colombia | 1.ª           | 2019          | 12    | 0     | 7                | 0                | —                     | —                     | 19    | 0     |
| Atlético Bucaramanga · Colombia | Total club    | Total club    | 13    | 0     | 7                | 0                | 0                     | 0                     | 20    | 0     |
| Atlético Grau · Perú            | 1.ª           | 2020          | 20    | 3     | 1                | 0                | 2                     | 0                     | 23    | 3     |
| Atlético Grau · Perú            | Total club    | Total club    | 20    | 3     | 1                | 0                | 2                     | 0                     | 23    | 3     |
| Alianza Universidad · Perú      | 2.ª           | 2021          | 15    | 1     | —                | —                | —                     | —                     | 15    | 1     |
| Alianza Universidad · Perú      | Total club    | Total club    | 15    | 1     | 0                | 0                | 0                     | 0                     | 15    | 1     |
| Patriotas Boyacá · Colombia     | 1.ª           | 2022          | 22    | 0     | —                | —                | —                     | —                     | 22    | 0     |
| Patriotas Boyacá · Colombia     | Total club    | Total club    | 22    | 0     | 0                | 0                | 0                     | 0                     | 22    | 0     |
| Jaguares de Córdoba · Colombia  | 1.ª           | 2023          | 5     | 0     | 3                | 0                | —                     | —                     | 8     | 0     |
| Jaguares de Córdoba · Colombia  | Total club    | Total club    | 5     | 0     | 3                | 0                | 0                     | 0                     | 8     | 0     |
| Total carrera                   | Total carrera | Total carrera | 222   | 18    | 48               | 2                | 17                    | 0                     | 287   | 20    |

## Palmarés

### Títulos nacionales
| Título              | Club              | País     | Año  |
| ------------------- | ----------------- | -------- | ---- |
| Primera B           | Alianza Petrolera | Colombia | 2012 |
| Copa Colombia       | Junior            | Colombia | 2017 |
| Torneo Finalización | Junior            | Colombia | 2018 |
| Supercopa Peruana   | Atlético Grau     | Perú     | 2020 |